# Alfred Bachmann
Alfred „Fredy” Bachmann (ur. 31 marca 1945 w Lucernie) – szwajcarski wioślarz, srebrny medalista olimpijski.

## Kariera
Wystąpił na igrzyskach olimpijskich w Monachium w 1972, wspólnie z Heinrichem Fischerem zdobywając srebrny medal w dwójkach bez sternika. W finale o 3,90 sekundy przegrali z osadą NRD, a o 1,64 sekundy wyprzedzili Holendrów. Był to jego jedyny start olimpijski.
Reprezentował klub Seeclub Luzern.